# Runcinia
Runcinia Simon, 1898 è un genere di ragni appartenente alla famiglia Thomisidae.

## Distribuzione
Le 30 specie note di questo genere sono state rinvenute nell'Asia, in Europa, in Africa e in Oceania: la specie dall'areale più vasto è la R. affinis reperita in varie località dell'Africa, nonché nella zona asiatica che va dal Bangladesh al Giappone, nelle Filippine e sull'isola di Giava.

## Tassonomia
Non sono stati esaminati esemplari di questo genere dal 2014.
A dicembre 2014, si compone di 30 specie:
1. Runcinia acuminata (Thorell, 1881) — dal Bangladesh al Giappone, Nuova Guinea, Australia
2. Runcinia aethiops (Simon, 1901) — Africa
3. Runcinia affinis Simon, 1897 — Africa, dal Bangladesh al Giappone, Filippine, Giava
4. Runcinia albida (Marx, 1893) — Congo
5. Runcinia bifrons (Simon, 1895) — India, Sri Lanka, Vietnam
6. Runcinia carae Dippenaar-Schoeman, 1983 — Botswana, Kenya
7. Runcinia caudata Schenkel, 1963 — Cina
8. Runcinia depressa Simon, 1906 — Africa
9. Runcinia disticta Thorell, 1891 — Birmania, Sumatra, Giava
10. Runcinia dubia Caporiacco, 1940 — Somalia
11. Runcinia erythrina Jézéquel, 1964 — Africa occidentale e meridionale
12. Runcinia escheri Reimoser, 1934 — India
13. Runcinia flavida (Simon, 1881) — Africa
14. Runcinia ghorpadei Tikader, 1980 — India
15. Runcinia grammica (C. L. Koch, 1837)[3] — Regione paleartica, Isola di Sant'Elena, Sudafrica
16. Runcinia johnstoni Lessert, 1919 — Africa
17. Runcinia khandari Gajbe, 2004 — India
18. Runcinia kinbergi Thorell, 1891 — Birmania, Isole Nicobare (Oceano Indiano), Giava
19. Runcinia longipes Strand, 1906 — Etiopia
20. Runcinia manicata Thorell, 1895 — Birmania
21. Runcinia multilineata Roewer, 1961 — Senegal
22. Runcinia oculifrons Strand, 1907 — Madagascar
23. Runcinia plana Simon, 1895 — Paraguay
24. Runcinia roonwali Tikader, 1965 — India
25. Runcinia sitadongri Gajbe, 2004 — India
26. Runcinia soeensis Schenkel, 1944 — Isola di Timor (Indonesia)
27. Runcinia spinulosa (O. P.-Cambridge, 1885) — Pakistan, India
28. Runcinia tarabayevi Marusik & Logunov, 1990 — Asia centrale
29. Runcinia tropica Simon, 1907 — Africa
30. Runcinia yogeshi Gajbe & Gajbe, 2001 — India

### Specie trasferite
- Runcinia elongata (Stoliczka, 1869); trasferita al genere Thomisus Walckenaer, 1805[2].